# 뉴기니섬

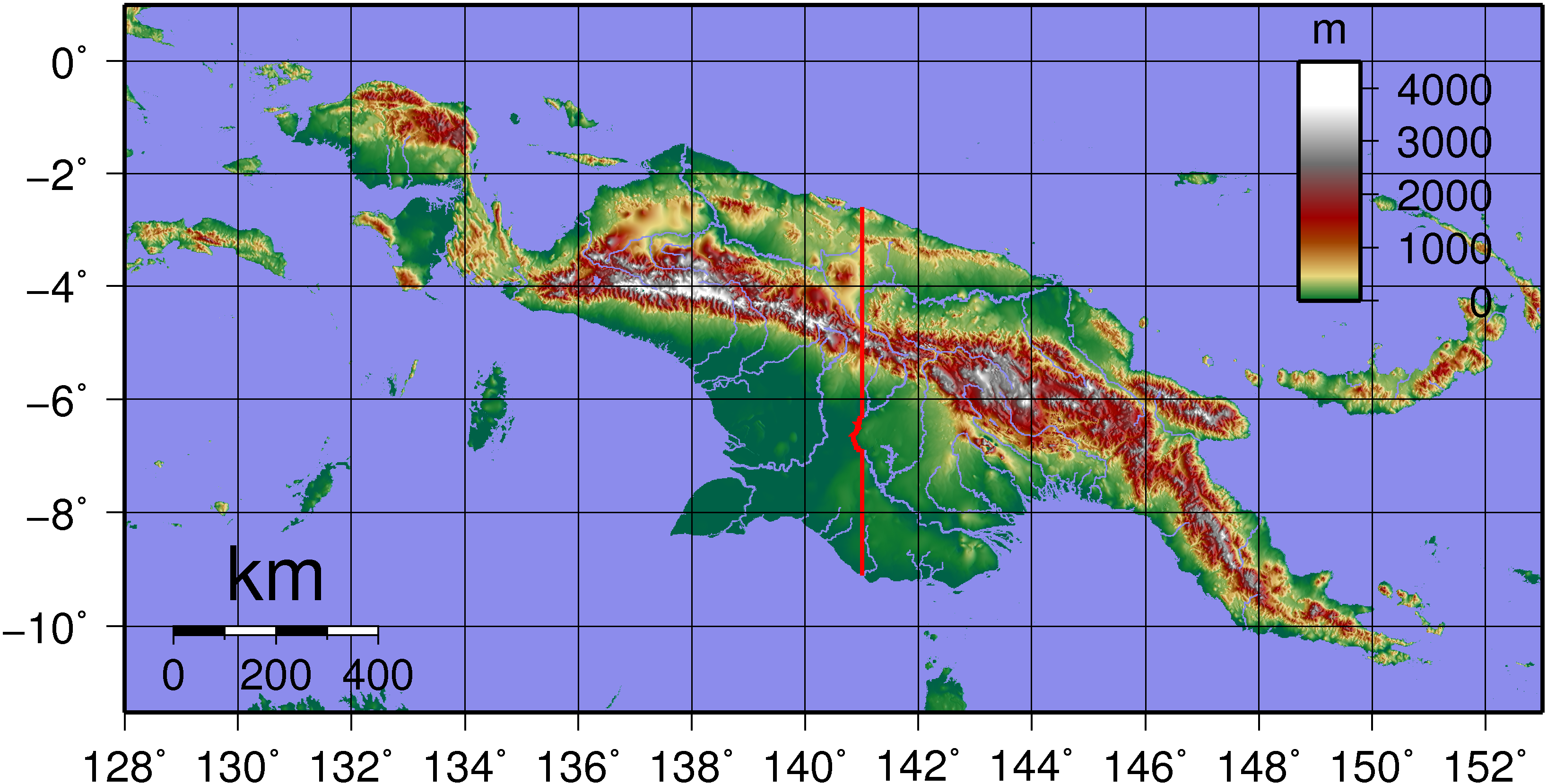
뉴기니섬의 지형도

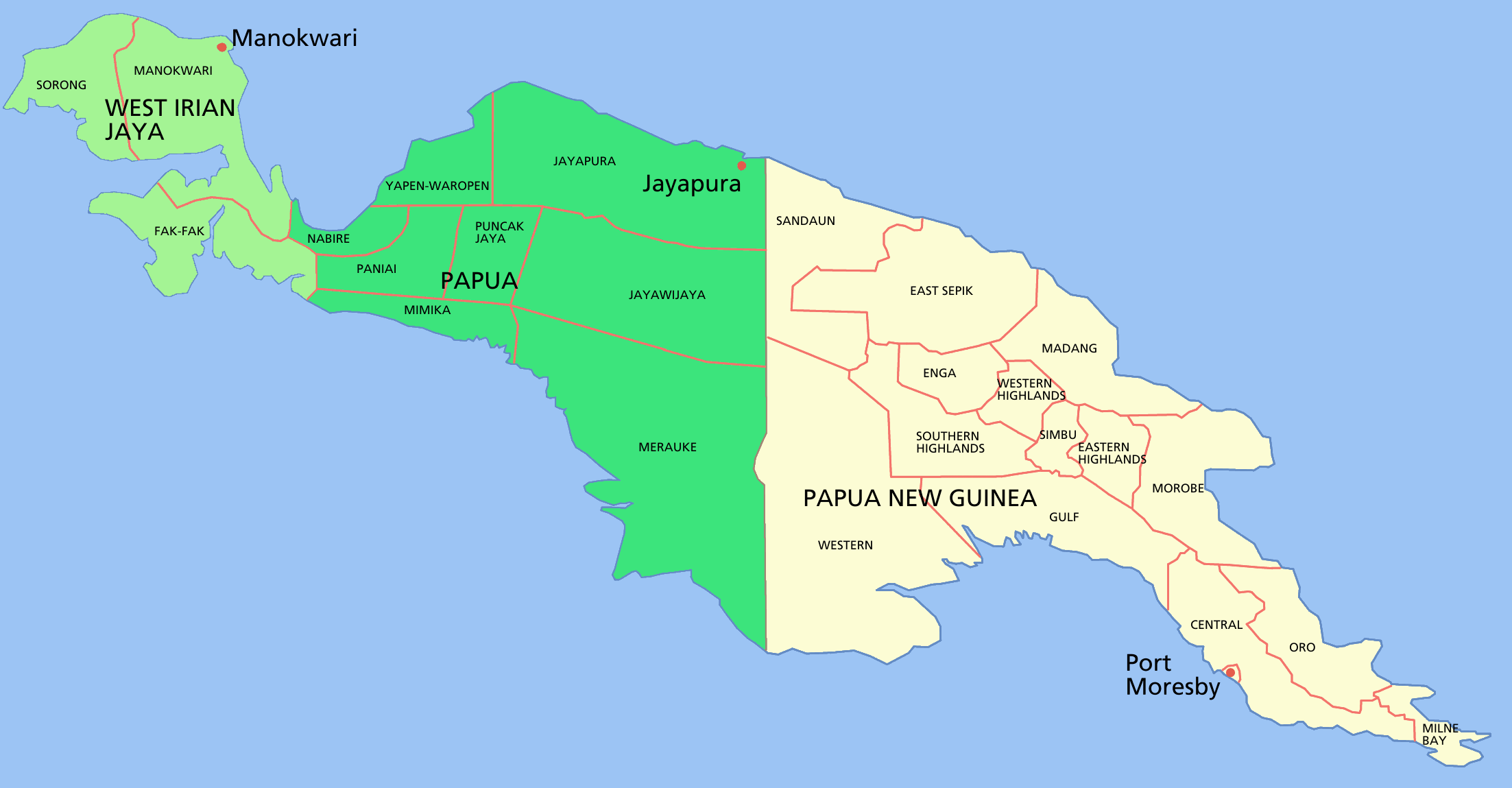
뉴기니섬의 행정 구역
파푸아주
파푸아바랏주

뉴기니섬(영어: New Guinea, 톡 피신: Niugini, 히리 모투: Niu Gini, 문화어: 뉴기니아 섬)은 오스트레일리아 북쪽에 있는 섬으로 세계에서 두 번째로 큰 섬이다. 오세아니아에 속한다. 오스트레일리아와는 기원전 5000년 경 토레스 해협으로 나뉘었다. 인도네시아에서는 파푸아섬(인도네시아어: Pulau Papua) 또는 이리안섬(Pulau Irian)으로 불린다.
동경 141°를 기준으로 동부는 파푸아뉴기니의 영토이고, 서부는 인도네시아의 영토(서뉴기니)이다. 명목상 뉴기니섬은 파푸아뉴기니의 영토이다.

## 어원
- 뉴기니란 이 섬에 방문한 스페인인 탐험가가 뉴기니섬의 열대 기후와 피부가 검은 사람들을 보고 서아프리카 기니를 연상해 붙인 이름인 누에바 기네아(스페인어: Nueva Guinea →새로운 기니)에서 유래한다.
- 파푸아란 해안 및 도서지대에 사는 멜라네시아인이 원주민인 파푸아인의 곱슬머리를 가리킨 말에서 유래한다.
- 이리안이란 인도네시아어로 일출 혹은 동을 말한다.

## 역사
뉴기니섬에서는 약 4~50,000년 전부터 사람이 살기 시작한 것으로 보인다. 이후 이 멜라네시아인 원주민들은 독자적으로 농경을 발명하고 오랜 기간 원시 부족 사회들을 이루고 살았다. 이후 인도네시아 지역의 여러 왕국이 서부 지역에 영향력을 미치기도 했으나 대체로 독자성을 유지하고 있었다. 특히 티도레섬의 술탄 누쿠(Nuku)는 네덜란드의 식민화에 저항하면서 스스로를 "티도레와 파푸아의 술탄"으로 칭하기도 했다.
1526년 포르투갈의 탐험가 메네세스(Jorge de Meneses)가 뉴기니섬의 서단부를 발견하고 이를 말레이어에서 유래한 파푸아(ilhas dos Papuas)라고 명명하였다. 이후 1545년 스페인의 탐험가 레테즈(Yñigo Ortiz de Retez)는 섬의 북쪽 해안을 따라 항해하고 6월 20일 처음 상륙하여 뉴기니(Nueva Guinea)라는 이름을 붙이게 되었다.
당시 주변 지역에 큰 영향을 미치던 네덜란드는 19세기 네덜란드령 동인도를 성립시키며 뉴기니섬의 서부의 지배권을 주장하였다. 이후 19세기 말 영국과 독일이 동부를 분할하여 동남부는 영국령 퀸즐랜드에, 동북부는 독일령 뉴기니에 각각 편입되었다. 영국은 1905년 영국령 뉴기니섬의 관할을 오스트레일리아로 이전하였고, 제1차 세계대전 중에 독일령 지역도 오스트레일리아 관할로 편입되어 1942년까지 '파푸아 뉴기니 영토'(The Territories of Papua and New Guinea)로 불리게 되었다.
제2차 세계대전 중이던 1942년 일본 제국이 뉴기니섬을 침공하여 파푸아 뉴기니 지역을 점령하기 시작하였다. 이에 오스트레일리아와 미국의 연합군이 맞서 승리하였으며, 이 과정에서 양측 총 20만 명 가량이 사망한 것으로 추정된다. 당시 뉴기니인들은 연합군에 참전, 수송 등의 편의를 제공하기도 했다.
2차 대전 종료 후 독립을 주장한 인도네시아와 이를 인정하지 않은 네덜란드 사이에 인도네시아 독립전쟁이 발생하여 4년 간 지속되었으며, 헤이그 회의에서 인도네시아의 독립이 인정되는 한편 뉴기니 서부는 네덜란드 관할로 남게 되었다. 1960년대 네덜란드 정부는 서뉴기니를 완전히 독립시키기 위한 준비의 일환으로 총선거를 실시하였다. 곧 서파푸아 공화국의 독립을 위한 과정이 진행되자 1962년 인도네시아 측은 이를 인정할 수 없다며 군을 진공시키는 등 분쟁이 발생하였다. 인도네시아에 대한 소련의 영향력 확대를 우려한 미국은 양국을 중재하여 뉴욕 협정이 체결되었고, 1969년까지 파푸아인들이 독립 여부를 선택할 조건(자유선택행동)으로 인도네시아에 인도되었다. 1969년 인도네시아 주도로 선출된 뉴기니 원로 회의가 인도네시아 잔류를 결정하면서 서뉴기니는 인도네시아 영토로 편입되었다. 현재까지도 이에 반대하는 분리주의 측과 인도네시아 정부 측 간에 계속적인 분쟁이 발생하고 있다.
한편 뉴기니 동부는 오스트레일리아 영토로 있다가 1975년 완전한 독립이 승인되며 파푸아뉴기니국이 성립되었다.

## 지리

Regions of Oceania: Australasia, Polynesia, Micronesia, and Melanesia. Physiographically, Australasia includes the Australian landmass (including Tasmania), New Zealand, and New Guinea.

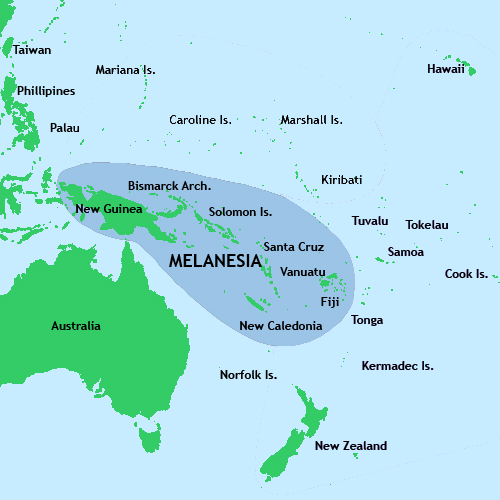
New Guinea located in relation to Melanesia

New Guinea map of Köppen climate classification

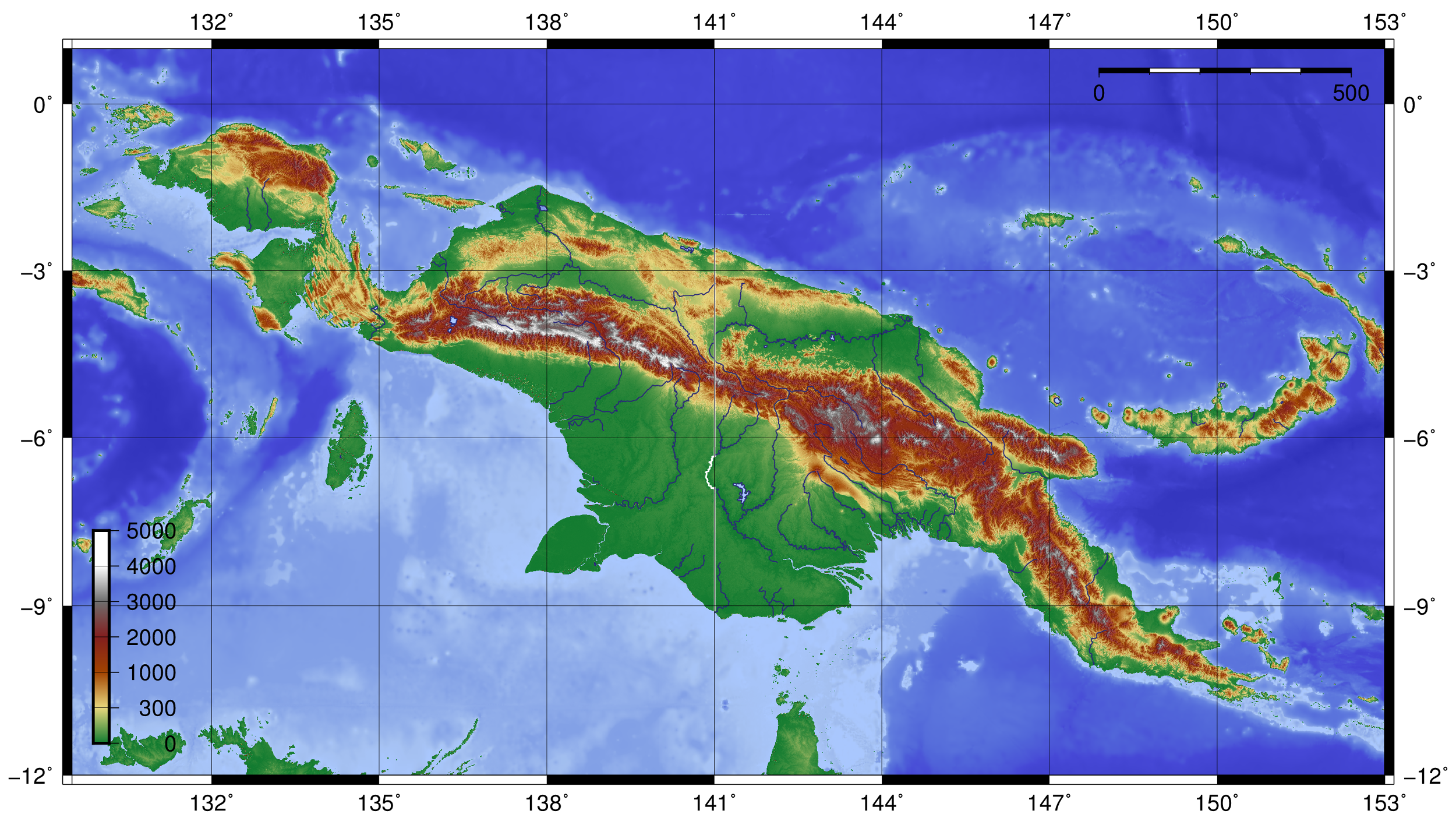
Topographical map of New Guinea

뉴기니는 7천년 전에도 호주와 연결되어 있다가 해수면 상승으로 인해 둘 다 바닷물에 의해 갈라져 오늘날의 토레스 해협이 되었다.
산지 지형이 섬 중부 전체를 가로지르며 해발 평균 4000미터 이상이다. 최고봉인 푼착차야산은 해발 4884미터이다. 큰 평원이 있고, 해안에는 늪과 맹그로브 숲이 많다.
땅은 남반구에 위치해 있고, 동남 해안은 열대 초원 기후, 해발 1000미터 이상 지역은 고산 기후에 속하며, 나머지 지역은 열대우림 기후이다. 섬 북부 지역은 연 강수량 3000mm 이상이며, 남부지역은 1000-2000여mm이며, 사이클론 피해를 자주 입는다.

## 인구
현재 뉴기니 섬의 인구는 약 1,500만 명이다. 고고학적 증거에 따르면 인간은 기원전 50,000년부터 이 섬에 지속적으로 거주했을 수 있으며, 아마도 60,000년 전으로 거슬러 올라가는 최초의 정착지가 제안되었다. 현재 이 섬에는 거의 1000개에 달하는 다양한 부족 집단과 거의 동일한 수의 개별 언어가 거주하고 있으며, 이는 뉴기니를 세계에서 가장 언어적으로 다양한 지역으로 만든다. 에스놀로그(Ethnologue)의 제14판에는 파푸아뉴기니의 826개 언어와 서뉴기니의 257개 언어, 총 1073개 언어가 나열되어 있으며 12개 언어가 중복된다. 그들은 오스트로네시아어와 편의상 파푸아어라고 부르는 나머지 두 그룹으로 나눌 수 있다. 파푸아어라는 용어는 언어학적 그룹이 아닌 지역적 그룹을 의미한다. 소위 파푸아어는 수백 가지의 서로 다른 언어로 구성되어 있지만 대부분은 관련이 없기 때문이다.
인구의 분리는 단순히 언어적인 것이 아니다. 사회 간의 전쟁은 남성 주택 진화의 한 요소였다. 즉, 다른 부족 그룹으로부터 상호 보호를 위해 여성과 어린이가 거주하는 단독 주택과 성인 남성 그룹의 주택을 분리한 것이다. 집단 간의 돼지 기반 무역과 돼지 기반 잔치는 동남아시아와 오세아니아의 다른 민족들과 공통된 주제이다. 대부분의 사회는 수렵과 채집으로 보충하면서 농업을 실천한다.
현재 증거에 따르면 섬 주민의 대다수를 구성하는 파푸아인은 뉴기니에 거주했던 최초의 인류의 후손이다. 이 원주민들은 섬이 육교를 통해 호주 대륙과 연결되어 사훌(Sahul) 대륙을 형성하던 시기에 뉴기니에 처음 도착했다(약 21,000년 전 마지막 빙하 최대치의 양쪽). 이 민족들은 적어도 40,000년 전에 월레이시아(Wallacea) 섬과 순다랜드(Sundaland) 섬(현재의 말레이 군도)에서 바다를 건너는(단축된) 일을 했다.
오스트로네시아의 조상 민족은 상당히 늦은 약 3,500년 전 동남아시아로부터 점진적인 항해 이주로 대만에서 유래한 것으로 추정된다. 오스트로네시아어를 사용하는 민족은 뉴아일랜드, 뉴브리튼 등 뉴기니 북쪽과 동쪽에 있는 연안 섬의 대부분을 식민지화했으며 본섬의 해안 가장자리에도 여러 곳의 정착지를 건설했다. 수만 년에 걸쳐 뉴기니에 인간이 거주하면서 다양성이 커졌으며, 이는 나중에 오스트로네시아인이 도착하고 이주와 같은 사건을 통해 유럽과 아시아인이 정착한 최근의 역사로 인해 더욱 증가했다.
뉴기니의 넓은 지역은 아직 과학자와 인류학자들이 탐험하지 못한 곳이다. 인도네시아 서파푸아 지방에는 약 44개의 비접촉 부족 집단이 살고 있다.

## 관광
인도네시아의 동쪽 끝에 있는 파푸아주는 많은 흥미로운 행선지를 가지고 있다. 그곳에 있는 자연과 문화 그리고 인적자원으로 하면 귀중한 자산이 된다. 파푸아니아가 무한정한 아름다움 때문에 작은 천국의 이름을 얻는 것은 당연한 일이다. 파푸아 관광은 이국적으로 알려져 있으며 여전히 울창한 산, 초원, 늪지대, 그리고 풍부한 바다 풍경과 더불어 세계에 인정을 받고 있다. 파푸아니아, 솔라우, 마누라히리의 아름다움을 즐기기 위해, 자야라는 곳은 지구를 탐험하고 싶은 관광객들의 기지로 느끼게 된다.

## 지도
| 가잔 열도갠지스강고다바리강고비 사막나일강류큐 열도남중국해노르웨이해뉴기니섬네푸드 사막다싱안링산맥다뉴브강동시베리아해동중국해동해둥베이 · 평원랍테프해룹알할리 사막레나강마다가스카르섬마리아나 제도마르마라해말레이반도메콩강몰디브 제도몽골고원바렌츠해바이칼호바탄 제도발리섬발트해발하시호백해베링해벵골만보르네오섬북극해북해볼가강북드비나강브라마푸트라강사할린섬샤오싱안링산맥세이셸 군도소코트라섬수마트라섬술라웨시섬스리랑카섬스칸디나비아반도스타노보이산맥스프래틀리 군도시나이반도새머리싱가포르섬아나톨리아아덴만아라비아반도아라비아해아라푸라해아랄해아무르강아조프해아프리카의 뿔안다만 제도알타이산맥알류샨 열도에게해예니세이강오가사와라 제도오만만오비강오스트레일리아오호츠크해우랄강우랄산맥유프라테스강이란고원인더스강인도 아대륙인디기르카강인도양 (북부)인도차이나반도일본 열도자와섬주강장강치롄산맥카라해카라코람카스피해캄차카반도캅카스산맥캐롤라인 · 제도콜리마강쿠릴 열도쿤룬산맥크리스마스섬타이만대만타클라마칸 사막북태평양톈산산맥통킹만티그리스강티모르섬티베트고원파라셀 제도파미르페르시아만페초라강프라타스섬필리핀 제도필리핀해하이난한반도항가이산맥호르무즈홋카이도홍해화베이 · 평원황하황해흑해히말라야산맥힌두스탄 · 평원힌두쿠시class=notpageimage\| 아시아의 주요 지리 |